# Cergy-Pontoise

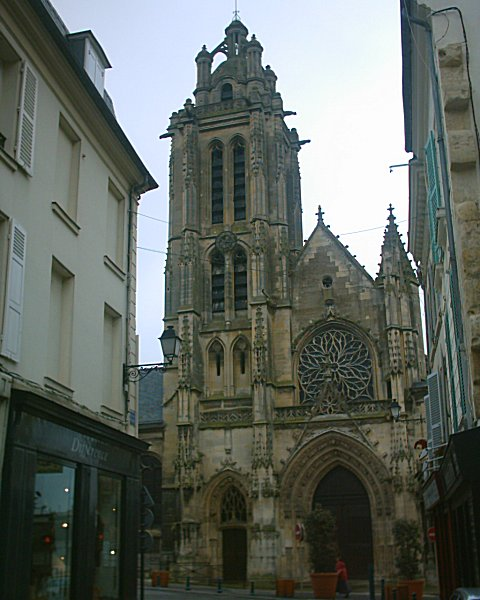
Kathedraal Saint Maclou in Pontoise

Cergy-Pontoise is een ville nouvelle in Frankrijk en ligt binnen de agglomeratie van Parijs, in het departement Val-d'Oise, ten noordwesten van Parijs. Cergy-Pontoise grenst aan het parc naturel régional du Vexin français. Het dankt haar naam aan twee van de samenstellende gemeenten. De rivier de Oise komt door Cergy-Pontoise.
De Universiteit van Cergy-Pontoise is er gevestigd.  
Deze ville nouvelle, nieuwe stad, omvat dertien gemeenten:
1. Cergy, hoofdplaats
2. Boisemont sinds in 2005
3. Courdimanche
4. Éragny
5. Jouy-le-Moutier
6. Maurecourt sinds 2012
7. Menucourt
8. Neuville-sur-Oise
9. Osny
10. Pontoise
11. Puiseux-Pontoise
12. Saint-Ouen-l'Aumône
13. Vauréal

Deze gemeenten hebben ieder nog hun eigen burgemeester. De communauté d'agglomération heeft een voorzitter. 
Het gezamenlijke aantal bedroeg 204.248 inwoners in 2018, vijf keer meer dan veertig jaar eerder. 

## Websites
- Officiële website

Boisemont · Cergy · Courdimanche · Éragny · Jouy-le-Moutier · Maurecourt · Menucourt · Neuville-sur-Oise · Osny · Pontoise · Puiseux-Pontoise · Saint-Ouen-l'Aumône · Vauréal